# Olimpia Maidalchini
Olimpia Maidalchini ou Olimpia Pamphilli (Viterbo, 26 de maio de 1591 - San Martino al Cimino, 26 de julho de 1657) foi uma figura importante na primeira metade do século XVII nos Estados Pontifícios. Ela possuía o título honorífico de Princesa de San Martino.

## Biografia
Casou em primeiras núpcias com um concidadão rico, do qual ficou pouco depois viúva. Casou depois com um nobre que era mais velho trinta anos do que ela, Pamphilio Pamphilj, cuja família se instalara em Roma havia um século. Na nova família, Olimpia fez amizade com o seu cunhado, o cardeal Pamphilj.
Quando o Papa Urbano VIII morreu em 1644, o cardeal Pamphilj foi eleito papa com o nome de Inocêncio X. Olimpia ficou viúva pela segunda vez e tornou-se conselheira do Papa, o que lhe trouxe a crítica dos italianos e dos protestantes franceses. Inocêncio X nunca tomou uma decisão nem nomeou ninguém sem a ter consultado. Pode dizer-se que nessa época a Igreja Católica era dirigida por uma "papisa".
Inocêncio X fez assentar o governo da Igreja no filho mais velho de Olimpia, Camillo Pamphilj, elevado a cardeal em 14 de novembro de 1644. Mas Camillo renuncia ao cardinalado (contra o conselho da sua mãe e do papa) em 1647 para casar com a bela e riquíssima Olimpia Aldobrandini. Esta "deserção" fez com que fosse feita a nomeação de um novo cardeal com 17 anos de idade: um sobrinho de Olimpia, Francesco Maidalchini, que se revelou incapaz e é afastado em 1649, o que provocou também o afastamento da sua tia.
A partir de 1651, Camillo Pamphilj volta ao "estado de graça" e a sua mãe regressa em 1653, reencontrando todas as prerrogativas e reivindicando mais influência que anteriormente.
O Papa Inocêncio X morre em janeiro de 1655. Olimpia é banida pelo novo papa, Alexandre VII, logo nos primeiros dias do pontificado, e morre em 1657.